# GirlsAward
GirlsAward（日语：／ Gāruzuawādo）是日本每年舉辦兩次的時裝周，對象為年輕女性，主打實用型時裝。活動內容包括時裝表演、服裝販賣和音樂表演。簡稱GA或Garuawa（ガルアワ）。

## 概要
2009年9月，GirlsAward 2009在TSUTAYA O-EAST舉行，雲集模特兒、寫真偶像、各式各樣的品牌、音樂表演和DAM★TOMO的試鏡等等。
2010年5月，GirlsAward轉移至國立代代木競技場第一體育館舉行，名為GirlsAward 2010。GirlsAward 2010將寫真偶像的時裝表演和卡啦OK環節取消，改為參照神戶Collection和東京Girls Collection等時裝表演，淨化為只有時裝模特兒和音樂表演，並且移師會場，從而擴大規模。此外，還邀得富士電視台一同主辦，並且如同東京Girls Collection一樣，得到政府和自治團體的支援，以將時裝和音樂融合為概念，採用了「從澀谷出發，邁向亞洲。然後，邁向世界。」（渋谷からアジアへ。そして世界へ。）的廣告標語，並且視2010年5月為第一屆，及後亦以同樣模式持續舉行。
2011年，在第4屆GirlsAward 2011 秋冬展中，入場入數突破30,000人。2012年，GirlsAward與韓國的文化廣播合作，舉行以韓國時裝和K-POP為主的「KISS supported by GirlsAward」，由於入場人數眾多，同年11月的秋冬展初次改為在平日舉行，連同「URBAN GROOVE」和「GirlsAward Night」，連續舉行了三天，並且錄得歷來最多的32,500名觀眾。
2013年，GirlsAward開始與Rakuten合作，以其作為電子商務的合作夥伴，通過網上形式販賣參與GirlsAward的品牌的產品。2014年，第9屆的GirlsAward 2014 春夏入場人數為34,100人，刷新了歷來紀錄。

## 舉辦次數
| 次數     | 名稱                                                  | 舉辦日期            | 參考          |
| -------- | ----------------------------------------------------- | ------------------- | ------------- |
| 第1屆    | GirlsAward 2010                                       | 2010年5月22日       | [ 10 ]        |
| 第2屆    | GirlsAward JAPAN 2010 秋冬展 by CROOZ blog            | 2010年9月18日       | [ 11 ]        |
| 第3屆    | GirlsAward by CROOZ blog 2011 春夏展                  | 2011年4月29日       | [ 12 ]        |
| 第4屆    | GirlsAward by CROOZ blog 2011 秋冬展                  | 2011年11月12日      | [ 13 ]        |
| 特別舉辦 | Kiss supported by GirlsAward                          | 2012年1月25日－27日 | [ 14 ]        |
| 第5屆    | GirlsAward 2012 春夏展                                | 2012年5月26日       | [ 15 ]        |
| 特別舉辦 | a-nation musicweek collection supported by GirlsAward | 2012年8月4－6、8日  | [ 16 ]        |
| 特別舉辦 | URBAN GROOVE                                          | 2012年11月7日       | [ 17 ]        |
| 第6屆    | GirlsAward 2012 秋冬展                                | 2012年11月8日       | [ 18 ] [ 19 ] |
| 特別舉辦 | GirlsAward Night                                      | 2012年11月9日       | [ 20 ]        |
| 第7屆    | GirlsAward 2013 春夏展                                | 2013年3月23日       | [ 21 ]        |
| 特別舉辦 | a-nation & GirlsAward island collection               | 2013年8月3日－11日  | [ 22 ]        |
| 第8屆    | GirlsAward 2013 秋冬展                                | 2013年9月28日       | [ 23 ]        |
| 第9屆    | GirlsAward 2014 春夏展                                | 2014年4月19日       | [ 24 ]        |
| 第10屆   | GirlsAward 2014 秋冬展                                | 2014年10月1日       | [ 25 ] [ 26 ] |
| 第11屆   | GirlsAward 2015 春夏展                                | 2015年4月29日       | [ 27 ]        |
| 第12屆   | GirlsAward 2015 秋冬展                                | 2015年10月24日      | [ 28 ]        |

## 外部連結
- GirlsAward官方網站
- GirlsAward官方網誌 （页面存档备份，存于）
- 株式会社GirlsAward （页面存档备份，存于）